# Oliver Cromwell

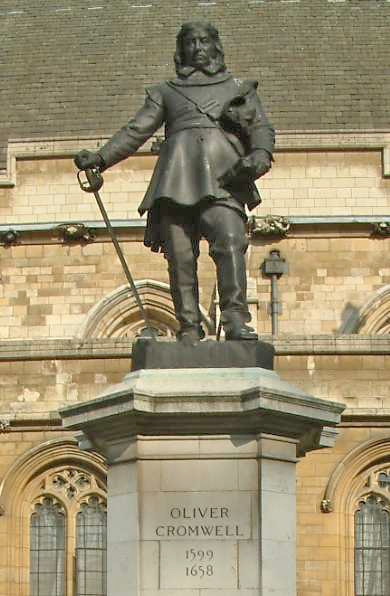
Standbeeld van Cromwell in Londen

Oliver Cromwell (Huntingdon (Cambridgeshire), 25 april 1599 – Londen, 3 september 1658) was een Engels militair, staatsman en Lord Protector van Engeland, Schotland en Ierland.

## Puriteins leider
Cromwell stamde uit Oost-Engelse anti-roomse landadel, die onder Hendrik VIII van de confiscatie van de kloostergronden had geprofiteerd. Hij genoot een goede, puriteinse opvoeding en was zeer welgesteld. In 1628-1629 werd de herenboer van Cambridgeshire lid van het Lagerhuis.
Het was in het Long Parliament dat zijn ster vanaf 1640 begon te rijzen. Hij ontpopte zich niet alleen tot een onverzettelijke puriteinse politicus, maar ook tot een groot militair organisator en aanvoerder. Hij leidde de republikeinse troepen in de Engelse Burgeroorlog tegen de anglicaanse koning Karel I. Tussen een parlement dat tot onderhandelen met de koning bereid was en een onverzettelijk leger, koos Cromwell, overtuigd van Karels onbetrouwbaarheid, partij voor de militairen. Dit leidde uiteindelijk tot de terdoodveroordeling van koning Karel I en de afschaffing van de monarchie in 1649.
Veel van Cromwells maatregelen waren meedogenloos. Hij sloeg tegen het einde van de burgeroorlog diverse malen opstanden van de parlementaire troepen neer. Cromwell had weinig sympathie voor de ideeën van de Levellers, een beweging van antiroyalisten die de rijkdom wilden verdelen en ideeën hadden over algemeen kiesrecht. Zó ver wilde hij niet gaan in de opzet van een nieuwe staat. Latere gebeurtenissen wezen uit dat hij ook niet in staat was een stabiele parlementaire republiek op te zetten. De interne verdeeldheid groeide meer en meer. Ook de eerste Engels-Nederlandse Oorlog bracht niet de gewenste saamhorigheid.
Cromwells verovering van Schotland liet daar geen blijvende schade of bitterheid na. Het Gemenebest oefende een vredelievend beleid uit onder het commando van generaal George Monck. In Ulster daarentegen werden enorme hoeveelheden land afgepakt van de katholieke bevolking om aan schuldeisers van het parlement te worden gegeven. Dit waren protestantse immigranten en veteranen van de New Model Army. De oorspronkelijke eigenaren hadden de keuze "To hell or Connaught" ofwel gedood worden of naar onvruchtbaar gebied trekken. Dit zette veel kwaad bloed.

## Lord Protector
Cromwell werd Lord Protector van Engeland via een staatsgreep op 20 april 1653. Hij regeerde met de grondwet Instrument of Government. Naast zich kreeg hij een Staatsraad van 15 man. Er werd een parlement gekozen, maar toen dat na enige tijd de macht van de Lord Protector wilde beperken werd het ontbonden. Van 1655 tot 1657 was Cromwell in feite dictator van Engeland.
In februari 1657 werd hem de kroon van Engeland aangeboden, mits hij de grondwet Humble Petition and Advice en het tweekamerparlement zou accepteren. Omdat hij zelf het koningschap had afgeschaft, twijfelde Cromwell en weigerde hij uiteindelijk het koningschap, mede onder druk van de New Model Army. In plaats daarvan kon de Lord Protector zijn opvolger aanduiden. Cromwell aanvaardde wel een gewijzigde versie van de nieuwe grondwet.
Cromwell stierf op 3 september 1658 en werd opgevolgd door zijn zoon Richard Cromwell. 

## Restauratie
Richard Cromwell bleek niet in staat het land verenigd te houden en het leger herstelde de monarchie, nu met Karel II als koning.
In 1661 werd Oliver Cromwells lijk opgegraven uit Westminster Abbey en postuum geëxecuteerd op 30 januari, de datum waarop hij Karel I had laten terechtstellen. Eerst werd het lichaam in Tyburn in ketens opgehangen. Nadien werd het hoofd op een staak gespietst en tot 1685 tentoongesteld bij Westminster Hall. De rest van het lichaam werd in een put geworpen.

## Wetenswaardigheden
- Volgens de psychologe Kay Redfield Jamison leed Cromwell aan een bipolaire stoornis. Van tijd tot tijd voelde hij zich alsof hij ging sterven, had hij grandioze openbaringen of ziekelijke obsessies.[2]
- In 2003 kwam Cromwell als nummer 10 uit de bus in een televisieserie van de BBC over de "100 Greatest Britons".
- De Cruiser Cromwell is een tank die de Britten gebruikten in de Tweede Wereldoorlog.

## Folklore
- In het bekende Ierse folklied Éamonn an Chnoic (Edmond van de heuvel) wordt de tirannie van Cromwell veroordeeld. De held van de tekst is een Ierse edelman die door Cromwell wordt verbannen.[3]